# Liste der Baudenkmale in Sülstorf
In der Liste der Baudenkmale in Sülstorf sind alle Baudenkmale der Gemeinde Sülstorf (Landkreis Ludwigslust-Parchim) und ihrer Ortsteile aufgelistet (Stand: Januar 2021).

## Sülstorf
| ID | Lage                    | Bezeichnung                                                          | Beschreibung | Bild           |
| -- | ----------------------- | -------------------------------------------------------------------- | --- | -------------- |
|    | Bahnhofstraße 5 (Karte) | Bahnhof                                                              | | Bahnhof        |
|    | Bahnhofstraße 1 (Karte) | Bahnarbeiterhaus                                                     | |                |
|    | Friedhof (Karte)        | Grabkreuz Dahl                                                       | | Grabkreuz Dahl |
|    | Bahnhofsnähe            | Friedhof, jüdisch; Gedenkstätte für 53 jüdische Frauen, Nähe Bahnhof | |                |
|    | Hauptstraße 11 (Karte)  | ehemalige Schmiede                                                   | |                |
|    | Hauptstraße 22 (Karte)  | Wohnhaus                                                             | |                |
|    | Hauptstraße 24 (Karte)  | Wohnhaus                                                             | |                |
|    | Hauptstraße 29 (Karte)  | Pfarrhof mit Wohnhaus, Scheune und Stallscheune                      | |                |
|    | Hauptstraße 31 (Karte)  | Wohnhaus                                                             | |                |
|    | Hauptstraße             | Gefallenendenkmal mit Eiche                                          | |                |
|    | Hauptstraße 44 (Karte)  | Kirche                                                               | Die Kirche wurde im Jahr 1217 erbaut, die heutige Form erhielt die Kirche im 15. Jahrhundert. Im Jahre 1979 brannte es in der Kirche. Im Inneren befindet sich ein Schnitzaltar aus der ehemaligen Kapelle in Zweedorf. | Kirche         |
|    | (Karte)                 | Leichenhalle/Spritzenhaus                                            | |                |

## Boldela
| ID | Lage       | Bezeichnung               | Beschreibung | Bild |
| -- | ---------- | ------------------------- | ------------ | ---- |
|    | Waldstraße | Gefallenendenkmal 1914/18 |              |      |

## Sülte
| ID | Lage                        | Bezeichnung               | Beschreibung | Bild   |
| -- | --------------------------- | ------------------------- | ------------ | ------ |
|    | Hasenhäger Straße 1 (Karte) | Hallenhaus                |              |        |
|    | (Karte)                     | Kirche                    |              | Kirche |
|    |                             | Gefallenendenkmal 1914/18 |              |        |